# Антофіліт
Антофіліт (англ. anthophyllite; нім. Anthophyllit m) — мінерал, силікат магнію і заліза ланцюжкової будови з групи амфіболів.

## Загальний опис
Склад (Mg, Fe)7(OH)2[Si8O22].
Містить (%): MgO — 31,02; FeO — 8,27; SiO2 — 59,23; Н2О — 1,31.
Сингонія ромбічна.
При нагріванні понад 400 °C переходить у моноклінну модифікацію, яка відповідає купфериту. При температурі близько 1000 °C переходить в енстатит.
Густина 2,9-3,4.
Твердість 6,0-6,5.
Кристали видовжені по осі.
Колір бурувато- або жовтувато-сірий, бурувато-зелений.
Блиск скляний.
Зустрічається в деяких кристалічних сланцях як породотвірний мінерал. Є в Україні.
Розрізняють:
- антофіліт-азбест (тонковолокниста відміна антофіліту, яка може витримувати, не змінюючись, високі температури);
- антофіліт-амфібол (те саме, що кумінгтоніт);
- антофіліт водний (1. Актиноліт. 2. Палигорськіт);
- антофіліт залізистий (1. Відміна антофіліту, яка містить 30-40 % FeO. 2. Гіперстен. 3. Ґрюнерит. 4. Актиноліт);
- антофіліт магніїстий (відміна антофіліту, в якій магнію більше, ніж заліза);
- антофіліт марганцевистий (відміна антофіліту, яка містить понад 2,5 % MnO).